# Saint-Sauveur-d'Émalleville
Saint-Sauveur-d'Émalleville és un municipi francès situat al departament del Sena Marítim i a la regió de Normandia. L'any 2007 tenia 1.166 habitants.

## Demografia

### Població
El 2007 la població de fet de Saint-Sauveur-d'Émalleville era de 1.166 persones. Hi havia 377 famílies de les quals 28 eren unipersonals (16 homes vivint sols i 12 dones vivint soles), 125 parelles sense fills, 204 parelles amb fills i 20 famílies monoparentals amb fills.
La població ha evolucionat segons el següent gràfic:
Habitants censats

### Habitatges
El 2007 hi havia 400 habitatges, 384 eren l'habitatge principal de la família, 10 eren segones residències i 7 estaven desocupats. 395 eren cases i 3 eren apartaments. Dels 384 habitatges principals, 368 estaven ocupats pels seus propietaris, 11 estaven llogats i ocupats pels llogaters i 5 estaven cedits a títol gratuït; 1 tenia dues cambres, 28 en tenien tres, 87 en tenien quatre i 267 en tenien cinc o més. 329 habitatges disposaven pel capbaix d'una plaça de pàrquing. A 123 habitatges hi havia un automòbil i a 251 n'hi havia dos o més.

### Piràmide de població
La piràmide de població per edats i sexe el 2009 era:
| Homes | Edats   | Dones |
| ----- | ------- | ----- |
| 0     | 95 o +  | 0     |
| 0     | 90 a 94 | 0     |
| 0     | 85 a 89 | 12    |
| 4     | 80 a 84 | 8     |
| 4     | 75 a 79 | 0     |
| 16    | 70 a 74 | 16    |
| 20    | 65 a 69 | 12    |
| 24    | 60 a 64 | 24    |
| 32    | 55 a 59 | 24    |
| 52    | 50 a 54 | 40    |
| 32    | 45 a 49 | 48    |
| 28    | 40 a 44 | 32    |
| 44    | 35 a 39 | 52    |
| 32    | 30 a 34 | 24    |
| 32    | 25 a 29 | 28    |
| 16    | 20 a 24 | 32    |
| 48    | 15 a 19 | 32    |
| 36    | 10 a 14 | 24    |
| 40    | 5 a 9   | 32    |
| 32    | 0 a 4   | 32    |

## Economia
El 2007 la població en edat de treballar era de 747 persones, 553 eren actives i 194 eren inactives. De les 553 persones actives 530 estaven ocupades (290 homes i 240 dones) i 23 estaven aturades (8 homes i 15 dones). De les 194 persones inactives 79 estaven jubilades, 53 estaven estudiant i 62 estaven classificades com a «altres inactius».

### Ingressos
El 2009 a Saint-Sauveur-d'Émalleville hi havia 392 unitats fiscals que integraven 1.178 persones, la mediana anual d'ingressos fiscals per persona era de 21.041 €.

### Activitats econòmiques
Dels 20 establiments que hi havia el 2007, 8 eren d'empreses de construcció, 4 d'empreses de comerç i reparació d'automòbils, 2 d'empreses de transport, 1 d'una empresa d'hostatgeria i restauració, 1 d'una empresa financera, 2 d'empreses immobiliàries i 2 d'empreses de serveis.
Dels 7 establiments de servei als particulars que hi havia el 2009, 1 era un taller de reparació d'automòbils i de material agrícola, 1 guixaire pintor, 1 lampisteria, 2 electricistes i 2 restaurants.
L'únic establiment comercial que hi havia el 2009 era una carnisseria.
L'any 2000 a Saint-Sauveur-d'Émalleville hi havia 10 explotacions agrícoles.

## Equipaments sanitaris i escolars
El 2009 hi havia una escola elemental.

## Poblacions més properes
El següent diagrama mostra les poblacions més properes.